# Henrik Bolten
Henrik baron (von) Bolten (eller Bolte) (døbt 7. december 1734 i Bremen – 7. marts 1790 i København) var en tysk-dansk købmand og godsejer.
Henrik Bolten var søn af kusk, senere grenader Johann Hinrich Bolte og Gesche Belings (Båhlings). "I yderlig Fattigdom" ankom Bolten til København, hvor han efter udstået læretid blev vintappersvend. 1763 fik han bevilling på at optages i vintapperprofessionen og borgerskab som vintapper samme år, 1767 købte han gården Veltkuglen, Gothersgade 8, og opførte her ejendommen Boltens Gård i rokokostil, som stadig findes. 
Han giftede sig 18. januar 1764 i Sankt Petri Kirke med Sophie Elisabeth Schmidt (antagelig døbt 5. september 1745 i Sankt Petri Kirke – død 19. august 1771 i København, begravet i samme kirke), vistnok datter af kgl. blikkenslager Johan Georg Schmidt (ca. 1712-1791) og hustru Brigitta (ca. 1702—1772). 2. gang ægtede han 1772 Anna Nørregaard (18. marts 1748 i København (døbt i Nicolai Kirke) – begravet 16. april 1782 i Sankt Petri Kirke, datter af værtshusholder Peder Larsen Nørregaard (ca. 1710-1795) og Johanna Maria Michelsdatter.
Ved sin udstrakte transithandel med vine kom han ind på oversøisk handel, navnlig på Ost- og Vestindien, og under Den nordamerikanske Frihedskrig blev han ved sine ekspeditioner med egne skibe en hovedrig mand. 
Den honnette ambition førte ham til at fri til konferensråd Johan Friedrich Heinrichs (1730-1808) purunge datter og i tilslutning hertil til at aspirere til barontitlen – og opnåede begge dele. Han blev således gift 17. juni 1783 i Sankt Petri Kirke med Frederikke Sophie Heinrich (døbt 22. januar 1764 på St. Croix – død 8. april 1807 i København), datter af Heinrich og og Birgitte van Lexmond (1738-1811). Johan Friedrich Heinrich var regimentsfeltskær og senere ejer af Sparresholm. Barontitlen opnåede han en måneds tid for brylluppet, 19. maj 1783, for sig og descendenter for, som det fremhæves, "hans største Fortjeneste af den partikulære ostindiske Handel". Den direkte anledning er nok snarere den, at Bolten til oprettelsen af den af enkedronningen protegerede Fødselsstiftelse skænkede 40.000 Rdl.
Men få dage efter denne fornemme udnævnelse måtte Bolten standse sine betalinger. Han var som så mange af hovedstadens storkøbmænd kommet i likviditetsvanskeligheder på grund af krisen, der var opstået i kølvandet på freden i Versailles. Da statsminister Ove Høegh-Guldberg foranledigede, at Statskassen og Kurantbanken med betydelige lån (over to mio. Rdl.) kom den betrængte handelsstand til hjælp, fik Bolten i alt 700.000 Rdl. til låns. Samtidig blev hans bo, som af alle betragtedes som solvent, taget under opbudsbehandling; denne med derpå følgende ekstradition stod ikke længe på og ses ikke at have påvirket hans dispositioner. 20. januar 1783 havde han afløst sit borgerbrev som vintapper med det fornemmere grossererborgerskab. Samme år erhvervede han Sorgenfri Slot til sommerbolig; 12. juni afholdt han samfrændeskifte med sine to umyndige børn af 2. ægteskab, ved hvilket han tillagde hver af disse 50.000 Rdl. med sikkerhed i jordegods. Året efter købte han godset Asserstrup på Lolland og det nærliggende Frederiksdal. Han fortsatte sine ejendomskøb ved 1785 at erhverve Sæbygård og Ågård (i Løve Herred).
Kort efter juni termin 1785 kom han imidlertid atter i betalingsvanskeligheder. Guldberg var i mellemtiden blevet styrtet fra magten, og trods indstillinger såvel fra Finanskollegiet som fra opbudskommissærerne Christian Colbjørnsen, Johann Ludwig Zinn og H.R. Saabye og trods det, at den optagne status endog udviste et betydeligt overskud, nægtede regeringen at støtte ham overhovedet. Han gik derfor fallit. Godserne såvel som gården i Gothersgade blev afstået, de store varelagre og skibene realiseret, alt med store tab. Sorgenfri blev i 1789 solgt til Arveprins Frederik. Bolten var herefter en knækket mand. Dog slap han for privatøkonomiske sorger, for han havde arrangeret det således, at han efter at have opnået en akkord på 60 pct. med sine kreditorer endnu besad en kapital, der gav renter af sig. Men han stoppede sin forretning og levede et nøjsomt og tilbagetrukket liv i sin gamle ejendom i Gothersgade, hvis kvistetage han havde lejet. 
Hans ægteskab blev opløst 1786, hvorefter Frederikke Sophie Bolten blev gift 1797 med senere stiftamtmand og kammerherre, grev Frederik Christopher Trampe til Løgismose. Henrik Bolten døde 1790 og blev begravet i Sankt Petri Kirke. Hans eneste søn døde 1792. Et portræt af Bolten malet af Jens Juel, tidligere på Vilhelmsborg, er i privateje.